# Francesc II Sforza

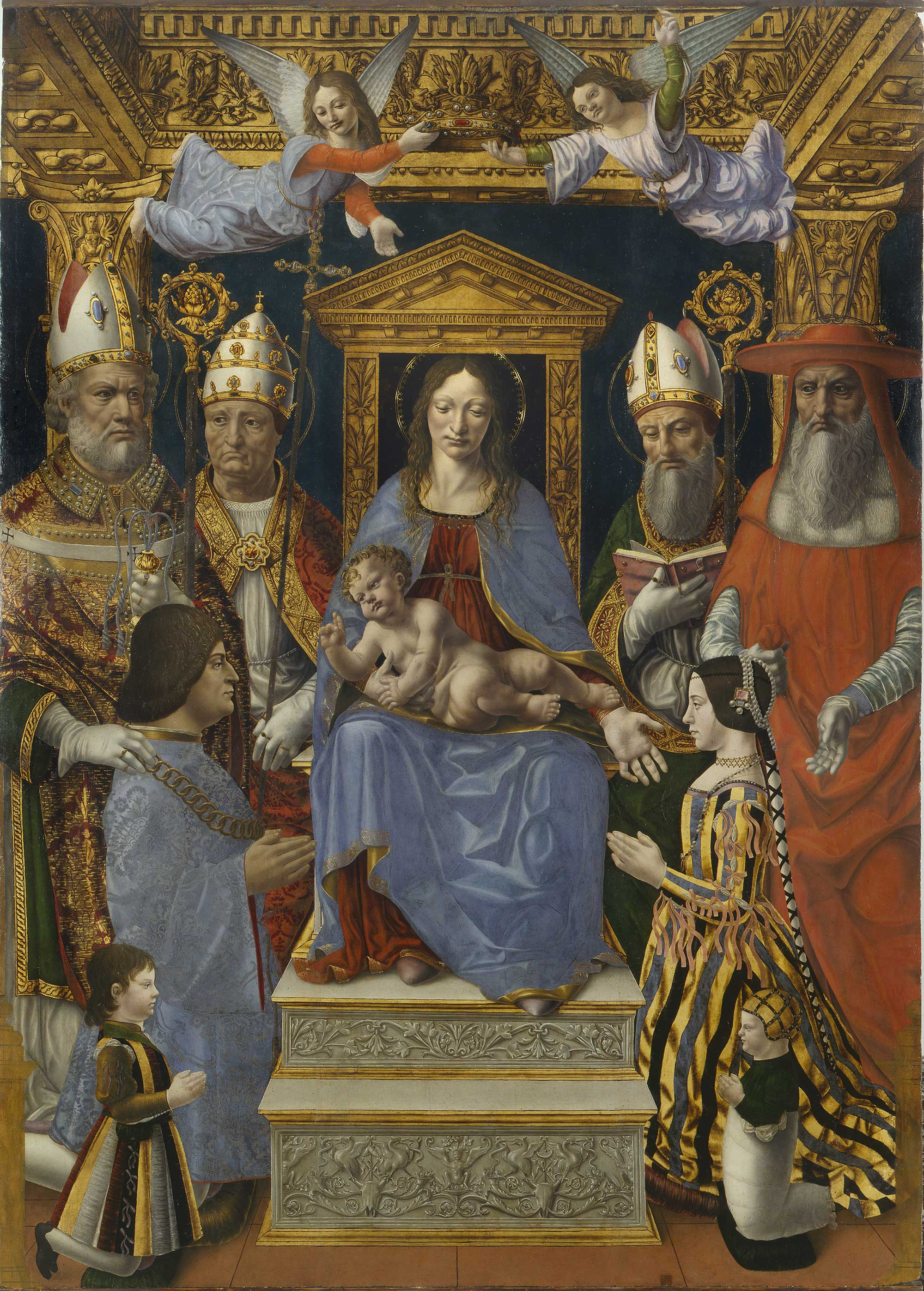
Representació de la família de Lluís Maria Sforza davant la Verge Maria. Podem observar Francesc II al marge inferior dret de la imatge.

Francesc II Sforza o Francesc Maria Sforza (Vigevano, Ducat de Milà 1495 - Milà 1535) fou el duc de Milà entre 1521 i 1535, anys en els quals es disputà aquest territori amb Francesc I de França.

## Orígens familiars
Va néixer el 4 de febrer de 1495 a la ciutat de Vigevano sent el segon fill del duc Lluís Maria Sforza i Beatriu d'Este. Fou net per línia paterna de Francesc I Sforza i Blanca Maria Visconti, i per línia materna d'Erculi I d'Este i Elionor de Nàpols. Fou germà, així mateix, de Maximilià Sforza.

## Joventut
De jove fugí amb el seu pare, Lluís Maria Sforza, i el seu germà, Maximilià Sforza, a la cort de l'emperador Maximilià I del Sacre Imperi Romanogermànic, emparentat amb els Sforza pel seu casament amb Blanca Maria Sforza. Francesc Maria romangué a la cort encaminant-se vers la carrera eclesiàstica.

## Duc de Milà
La creació de la Lliga Santa, afavorida pel papa Juli II, i constituïda per nombrosos estats italians, la Corona d'Aragó, Anglaterra, el Sacre Imperi Romanogermànic i per mercenaris suïssos aconseguiren reconquerir el Ducat de Milà l'any 1512 de mans de Lluís XII de França. Fou entronitzat Maximilià Sforza, el qual hagué de cedir el ducat tres anys a Francesc I de França. Novament en mans franceses, Carles V del Sacre Imperi Romanogermànic aconseguí l'any 1525 derrotar els francesos a la batalla de Pavia, restituint novament el ducat, aquesta vegada a mans de Francesc II Sforza.
Francesc II va iniciar una reorganització interna del ducat, debilitat i empobrit durant els 25 anys de guerres, promovent una recuperació econòmica i cultural.

## Núpcies i descendents
Es casà el 1534 amb Cristina de Dinamarca, de 9 anys i filla de Cristià II de Dinamarca i Elisabet d'Habsburg. D'aquesta unió, promoguda pel mateix Carles V, no tingueren fills.

## Fi de la independència
A la mort de Francesc II, ocorreguda el 24 d'octubre de 1535 a la ciutat de Milà sense descendència legítima, els dominis del ducat passaren a mans de Carles V, que els cedí l'any 1540 a Felip II de Castella, passant a ser domini dels Habsburgs espanyols.